# Crawford (Texas)
Crawford è un centro abitato degli Stati Uniti d'America situato nella contea di McLennan dello Stato del Texas.
La popolazione era di 717 persone al censimento del 2010. Fa parte dell'area metropolitana di Waco.
È conosciuta per essere il luogo in cui vive l'ex presidente degli Stati Uniti George W. Bush. Dopo la fine del periodo presidenziale, Bush si è trasferito al Prairie Chapel Ranch (acquistato già nel 1999) che si trova appena fuori Crawford.

## Geografia fisica
Crawford è situata a 31°32'4" North, 97°26'38" West (31.534579, -97.443954).
Secondo lo United States Census Bureau, ha un'area totale di 2.4 km² (0.9 mi²).

## Società

### Evoluzione demografica
Secondo il censimento del 2000, c'erano 705 persone nella città, per 260 nuclei familiari e 192 famiglie. La densità di popolazione era di 763.1 abitanti per miglio quadrato (295,9/km²). C'erano 277 unità abitative a una densità media di 299,8 per miglio quadrato (116,3/km²). C'erano l'88,37% di bianchi, il 4,40% di afroamericani, lo 0,14% di nativi americani, il 5,96% di altre razze, e l'1,13% di due o più etnie. L'11,49% della popolazione erano Ispanici o latinos di qualunque razza.
C'erano 260 nuclei familiari di cui il 41,2% avevano figli con meno di 18 anni, il 59,6% erano coppie sposate conviventi, il 10,4% avevano un capofamiglia femmina senza marito, e il 25,8% erano non-famiglie. Il 23,8% di tutti i nuclei familiari erano individuali e il 13,1%.
L'età media era di 35 anni. Per ogni 100 femmine c'erano 93.2 maschi. Per ogni 100 femmine dai 18 anni in giù, c'erano 88.4 maschi.
Il reddito media per un nucleo familiare era di 38.015 dollari e il reddito medio per una famiglia era di 39.732 dollari.

## Galleria d'immagini

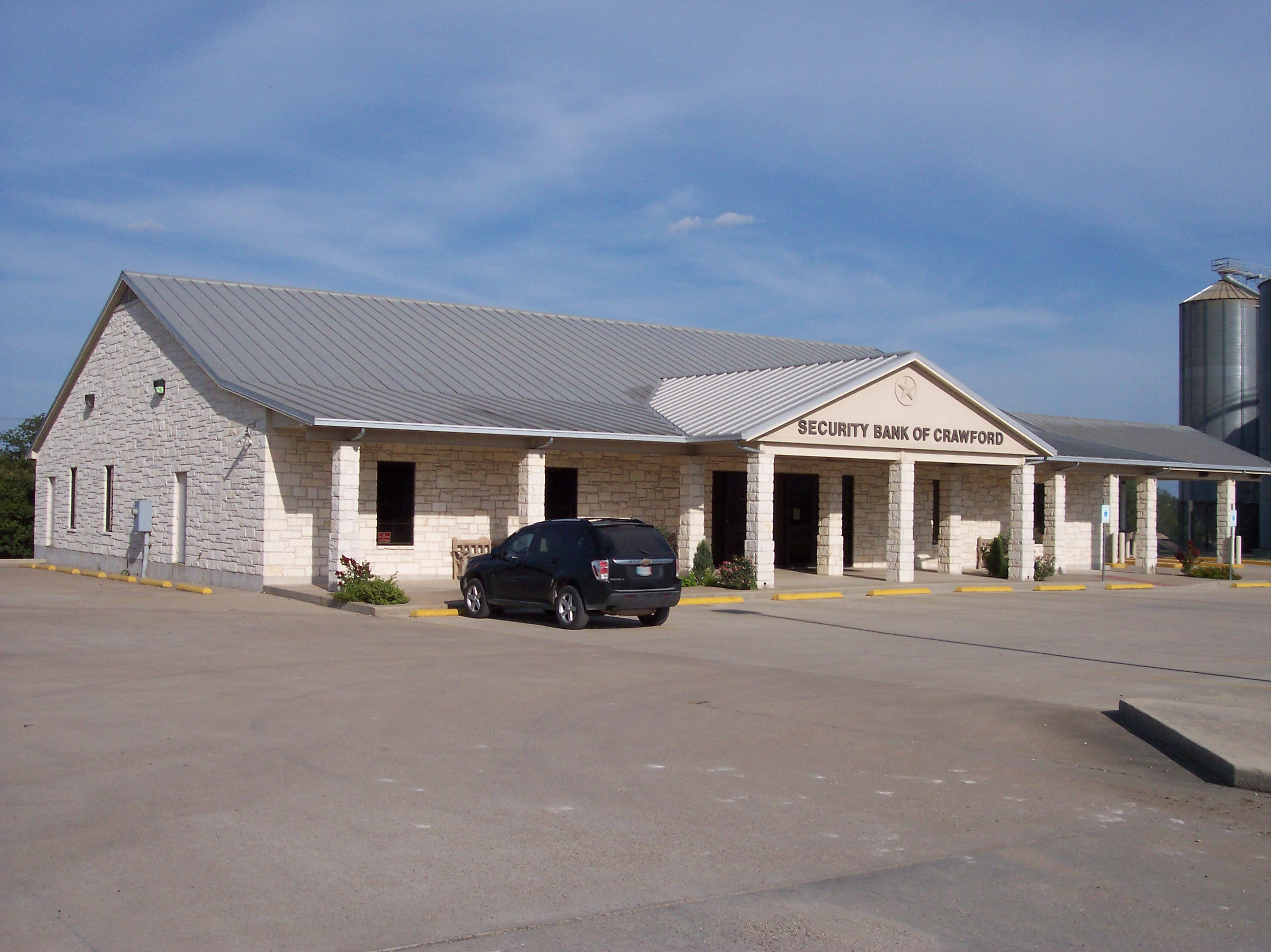
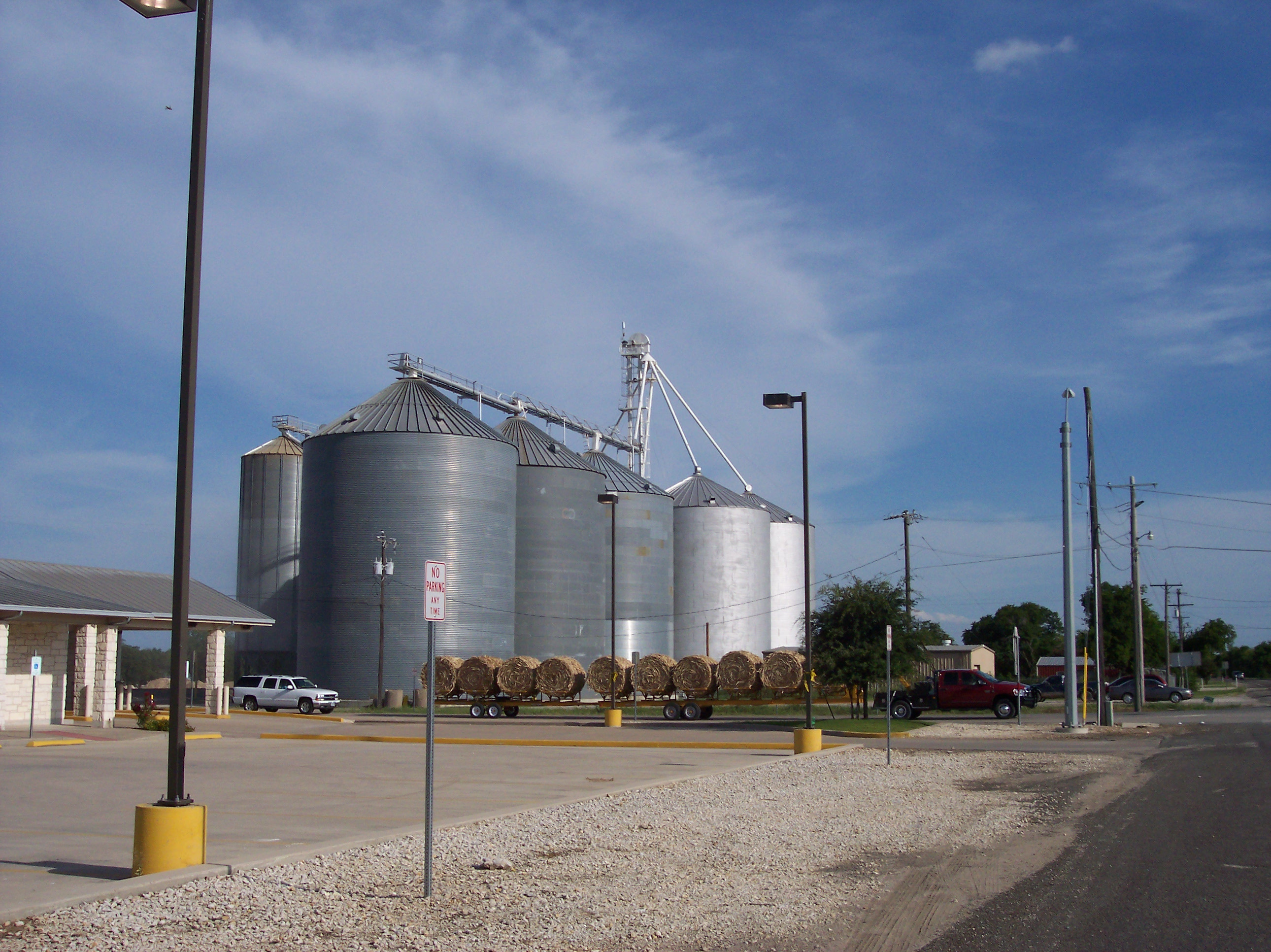
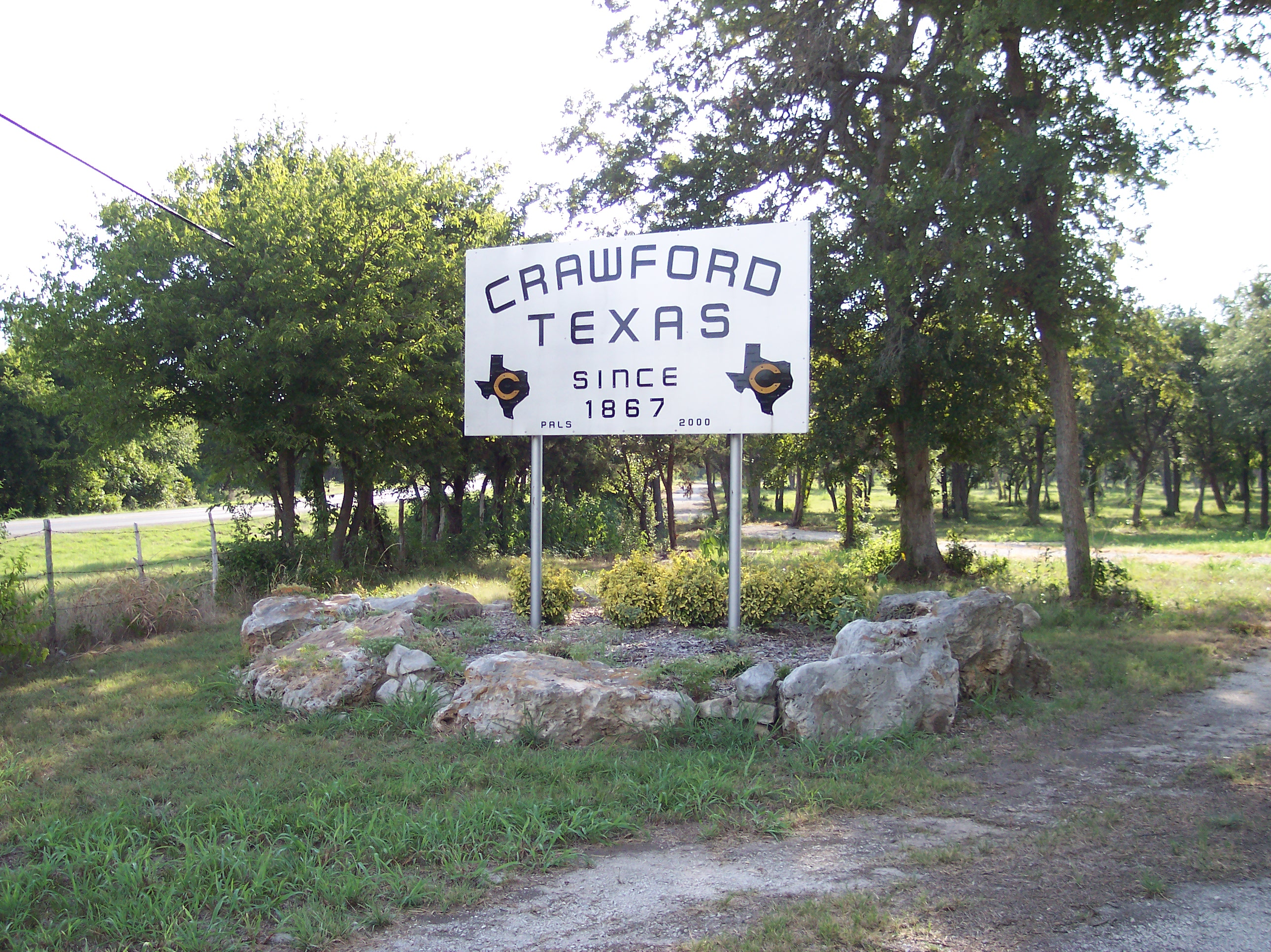
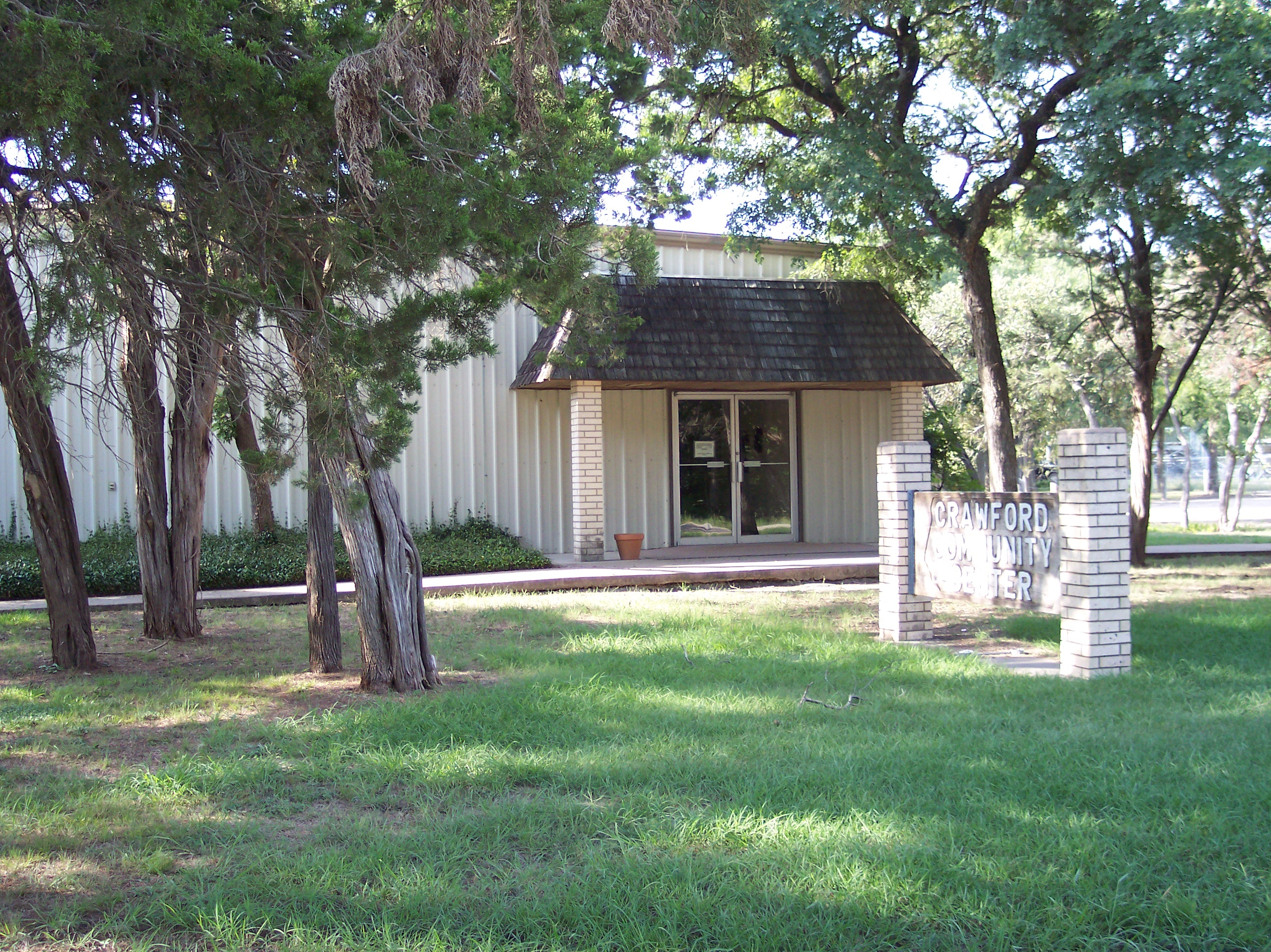
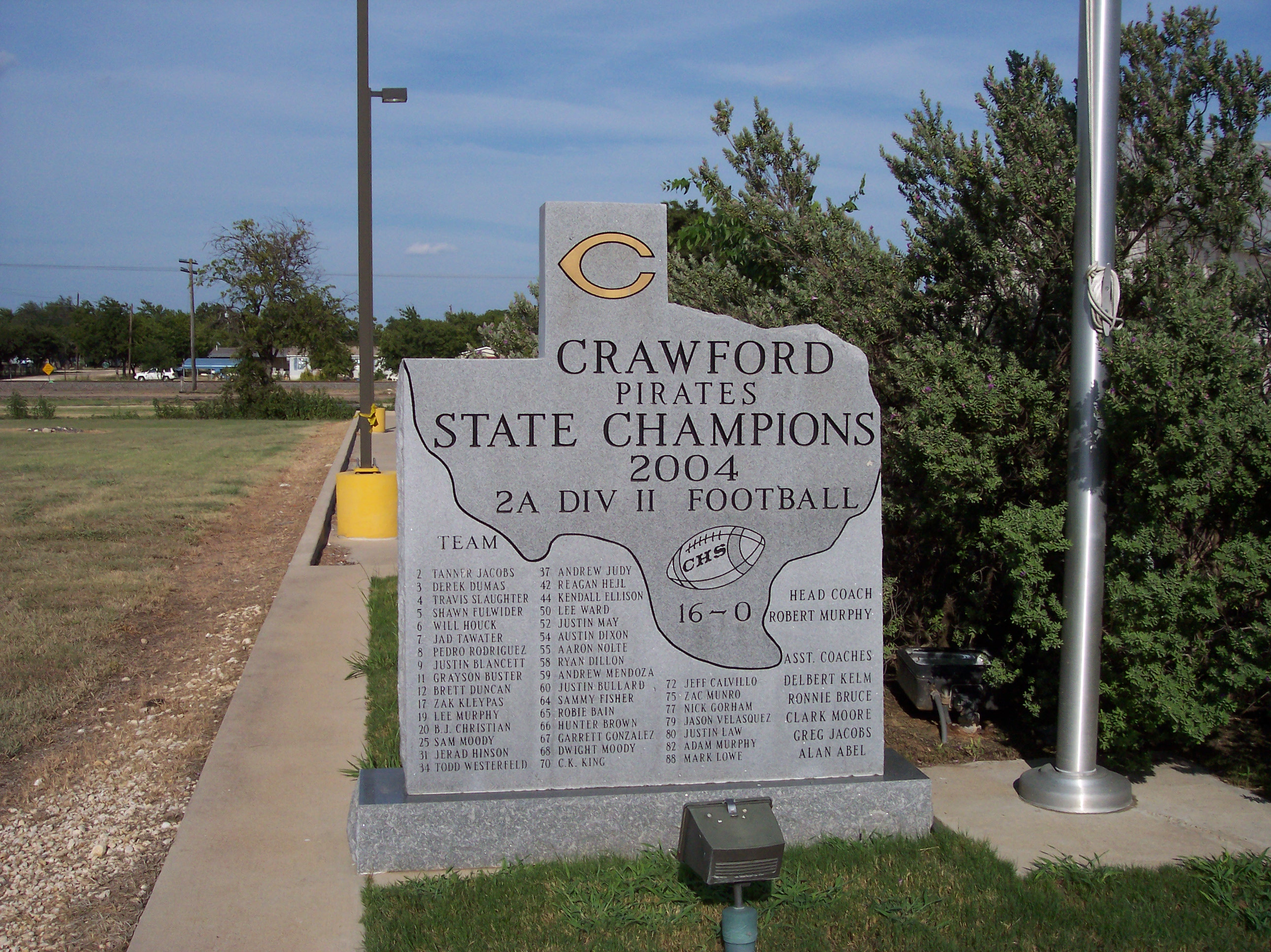